# ハルトマーギーン・バトトルガ

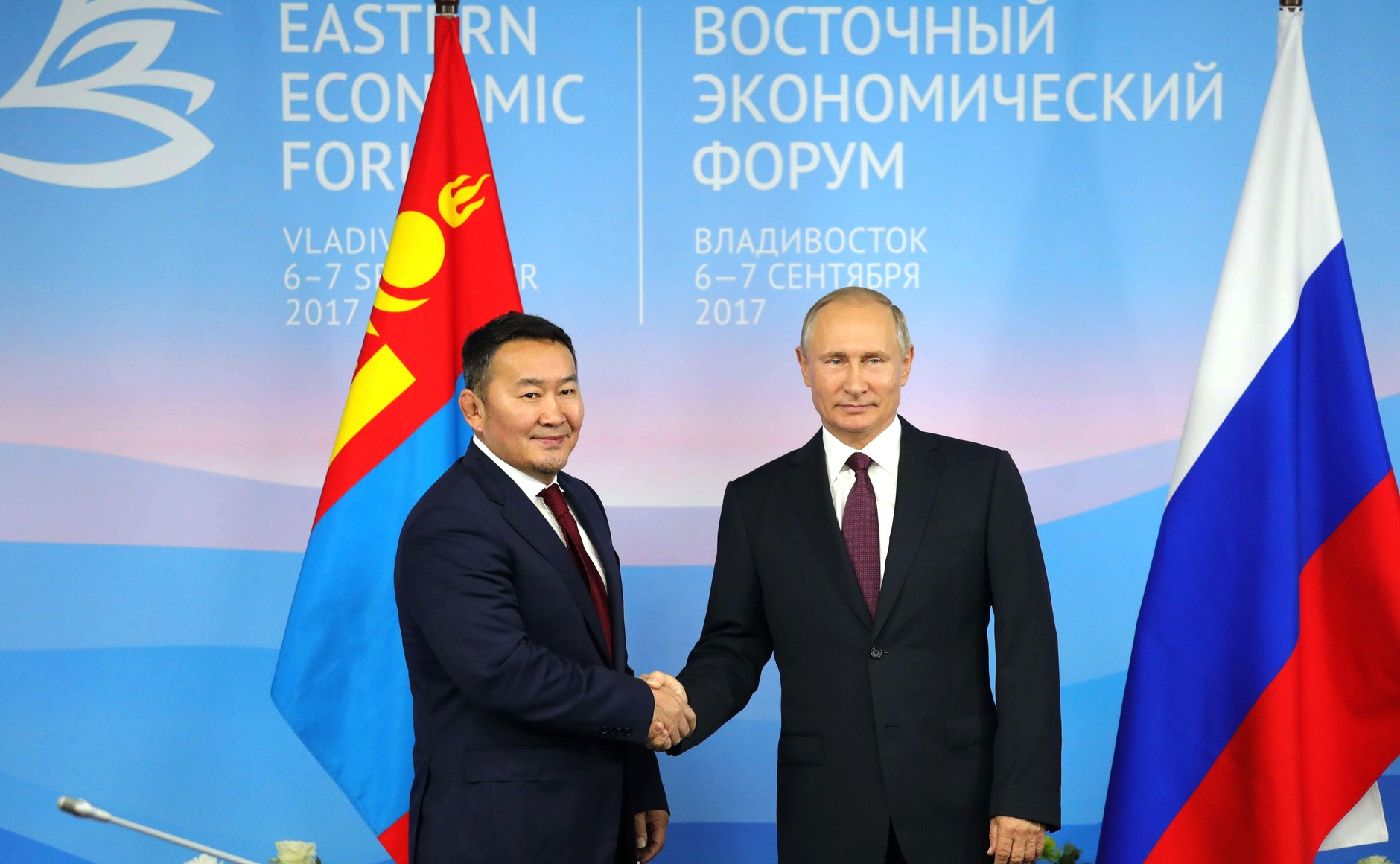
東方経済フォーラムでロシアのプーチン大統領と（2017年）

ハルトマーギーン・バトトルガ（英語: Khaltmaagiin Battulga、モンゴル語: Халтмаагийн Баттулга; 1963年3月3日 - ）は、モンゴル国の政治家。第5代大統領を務めた。

## 来歴
1963年3月3日にモンゴル人民共和国のウランバートルに誕生する。1979年から1990年にはブフ（モンゴル相撲）の選手として活躍している。1989年にはウランバートルで開催されたサンボワールドカップで優勝した。2006年にはモンゴル柔道連盟の議長も務め、2008年北京オリンピックでナイダン・ツブシンバヤルを優勝させてモンゴル初の金メダルの立役者となった。1990年にはジェンコ社（Genco）を立ち上げて国外でジーンズを扱うビジネスに着手し、後に事業を拡大して電子機器の貿易を手掛けた。さらに1990年代の終わりに国有企業の民営化が行われるとその機に乗じていくつかの企業の支配的利権を獲得している。
2004年にバヤンホンゴル県から国家大会議の議員に初当選し、2008年と2012年に再選した。2008年から2012年まで道路・運輸・建設・都市計画相（Minister of Roads, Transportation, Construction and Urban Development）を務めた。
2017年モンゴル国大統領選挙に民主党から立候補し、6月26日の第1回目投票では得票率38.1パーセントで1位となる。7月7日の決選投票では過半数となる50.6パーセントの票を獲得し、モンゴル人民党候補のミイェーゴンビーン・エンフボルドを下して次期大統領に当選した。7月10日就任。
大統領就任式では「ロシア・中国との友好関係を継続しつつ、第3の隣国（日本・アメリカ合衆国などを指す）との関係を重視する」として、ツァヒアギーン・エルベグドルジ前大統領の国際協調路線を継承することを演説した。2021年6月25日に退任。